# 3GPP
The 3rd Generation Partnership Project (3GPP) – Partnerský projekt třetí generace je dohoda o spolupráci v oblasti mobilních komunikací uzavřená v prosinci roku 1998.
Cílem 3GPP bylo vyvinout síť třetí generace (3G) mobilních telefonů v rozsahu projektu ITU IMT-2000. Specifikace 3GPP jsou založeny na rozvinutých GSM specifikacích, obecně známé jako UMTS. Organizace 3GPP však pokračuje činnosti při vytváření standardů pro novější sítě 4G a 5G. Nejběžnější implementací sítí 4. generace je specifikace Long-Term Evolution, LTE.
Sítě 3G založené na IS-95 (CDMA), obecně známé jako CDMA2000, používané především v Severní Americe, jsou vytvářeny jinou skupinou, označenou jako 3GPP2.